# 15 de gener
El 15 de gener és el quinzè dia de l'any del calendari gregorià. Queden 350 dies per finalitzar l'any i 351 en els anys de traspàs.

## Esdeveniments
Països Catalans
- 1931 - Mallorca: Homenatge de l'Associació per a la Cultura de Mallorca a Miquel Costa i Llobera.
- 1939 - Tarragona: Tarragona és ocupada per les forces nacionals durant la Guerra Civil espanyola.
- 1941: el Futbol Club Barcelona castellanitza el seu nom (Club de Fútbol Barcelona) en obediència a un decret de la dictadura.franquista que obliga a usar el castellà en les denominacions de les associacions. #TalDiaComAvui
- 1978 - Barcelona es produeix l'incendi del «Scala», on moren 4 treballadors afiliats a la CNT. S'inculpa a membres d'aquest sindicat per l'incendi. En medis anarquistes s'ha sostingut que l'incendi era a causa d'un complot governamental.
- 1981 - Andorra: amb la creació del govern andorrà, denominat Consell Executiu, s'inicia la separació de poders al país i el procés de reformes que culminarà amb l'elaboració de la primera Constitució, votada pel poble en referèndum el 14 de març de 1993.

Resta del món
- 1724 - Madrid, Espanya: Lluís de Borbó i Savoia és proclamat rei d'Espanya.
- 1759 - Londres (Regne Unit): s'hi inaugura el Museu Britànic.
- 1777 - Vermont es declara independent d'Anglaterra.
- 1797 - Rivoli (Província de Torí, Itàlia): l'exèrcit de Napoleó Bonaparte guanya la batalla de Rivoli contra els austríacs durant la Primera Coalició de les Guerres Napoleòniques. A la batalla hi ha 14.000 baixes austríaques i 5000 baixes franceses.
- 1869 - Espanya: s'hi celebren les primeres eleccions generals amb sufragi universal masculí.
- 1889 - Atlanta: La Coca-Cola, es registra com a Pemberton Medicine Company.
- 1919 - Alemanya: Rosa Luxemburg, Karl Liebknecht i Wilhelm Pieck, dirigents del Partit Comunista d'Alemanya, són assassinats pel Freikorps.
- 1967 - Los Angeles: Els Green Bay Packers guanyen la I Super Bowl de la història després de derrotar els Kansas City Chiefs per 35 a 10.
- 1967 - Kenya: Louis Leakey anuncia el descobriment de fòssils humans, als quals anomena Kenyapitecus africanus.
- 1969 - Cosmòdrom de Baikonur: La Unió Soviètica llença el Soiuz 5, amb tres cosmonautes, amb la missió d'acoblar-se al Soiuz 4, que es trobava en òrbita.
- 1970 - Níger: Després de 32 mesos de lluita per la independència de Nigèria, Biafra es rendeix.
- 1970 - Líbia: Muammar al-Gaddafi és proclamat president de Líbia.
- 1973 - Washington: El president dels Estats Units d'Amèrica, Richard Nixon, anuncia la suspensió d'accions ofensives al nord del Vietnam, com a conseqüència dels progressos en les negociacions de pau.
- 1991 - Nova York: Expira el termini marcat per les Nacions Unides per a la retirada de les tropes Iraqianes que ocupaven Kuwait, preparant el camí cap a l'inici de l'anomenada Operació Tempesta del Desert.
- 1992 - La Comunitat Econòmica Europea reconeix la independència d'Eslovènia i de Croàcia, que aquests països havien declarat el 25 de juny de 1991 disgregant-se de la República Federal Socialista de Iugoslàvia.[1]
- 2001 - Viquipèdia, l'enciclopèdia lliure basada en el sistema col·laboratiu Wiki, neix oficialment.
- 2007 - Microsoft està preparant per llançar l'Xbox 360 a la Xina.

## Naixements
Països Catalans
- 1870 - Castelló d'Empúries: Agustí Cervera i Marquès, músic i compositor de sardanes (m. 1947).
- 1874 - Barcelona: Fructuós Gelabert i Badiella, director, guionista, operador de càmera i productor cinematogràfic (m. 1955).
- 1913 - Sant Vicenç dels Horts: Narcís Lunes i Boloix, poeta, assagista i escriptor. Mestre en Gai Saber (m. 1987).
- 1920 - Barcelona: Antoni Ribera i Jordà, escriptor, investigador ufòleg i submarinista català (m. 2001).
- 1924 - Barcelona: Frederic Roda i Pérez, director teatral, crític teatral i promotor cultural català (m. 2006).[2]
- 1925 - Xàbia, Marina Alta: Asunción Cruañes Molina, política valenciana (m. 2012).[3]
- 1940 - la Seu d'Urgell: Lluís Racionero i Grau, escriptor i urbanista, que escrigué en català i castellà (m. 2020).[4]
- 1976 - Tortosa: Meritxell Roigé, advocada i política catalana que ha estat diputada al Parlament de Catalunya; alcaldessa de Tortosa.[5]

Resta del món
- 1622 - París, França: Molière, dramaturg i actor francès (m. 1673).
- 1809 - Besançon, França: Pierre-Joseph Proudhon, un dels pares de l'anarquisme modern (m. 1865).
- 1826 - Clarmontː Marie Pasteur, assistent científica de Louis Pasteur (m. 1910).[6]
- 1850 - Moscou: Sófia Kovalévskaia, matemàtica russa (m. 1891).[7]
- 1862 - Illinois, EUA: Loïe Fuller, ballarina nord-americana (m. 1928).[8]
- 1864 - Grafton, EUA: Frances Benjamin Johnston, fotògrafa pionera estatunidenca, primera dona fotoperiodista (m. 1952).[9]
- 1866 - Trönö, Suècia: Nathan Söderblom, arquebisbe i Premi Nobel de la Pau, 1930.
- 1869 - Cracòvia (Polònia): Stanisław Wyspiański, dramaturg, poeta, pintor, arquitecte i ebenista (m. 1907).
- 1871 - Boston: Bertram Shapleigh, compositor estatunidenc interessat en la cultura asiàtica.
- 1872: Ahmad Lutfi al-Sayyid, escriptor i polític egipci.
- 1885 - Venècia: Cesare Barison, violinista, director d'orquestra, musicòleg i compositor italià.
- 1895 - Hèlsinki, Imperi Rus: Artturi Ilmari Virtanen, químic, Premi Nobel de Química de 1945 (m. 1973).
- 1901 - Sèvres, Illa de França: Gonçal de Reparaz i Ruiz, geògraf, membre de la Societat Catalana de Geografia
- 1908 - Senra, Parada de Sil, Província d'Ourense: Antonio Jácome Pumar, fundador dels Germans Missioners dels Malalts Pobres.
- 1916 - El Caire (Egipte): Denise Soriano-Boucherit, violinista francesa (m. 2006).[10]
- 1926 - Viena: Maria Schell, actriu austro-suïssa (m. 2005).[11]
- 1929 - 
  - Atlanta, Geòrgia (Estats Units): Martin Luther King, religiós i activista en favor dels drets civils dels negres, per la qual cosa va ser distingit amb el Premi Nobel de la Pau el 1964 (m. 1968).
  - Manatí (Cuba): Faure Chomón, comandant de la Rebolució cubana (m. 2019).[12]
- 1947 - Chicago, Illinois (EUA): Martin Chalfie, científic nord-americà, Premi Nobel de Química de l'any 2008.
- 1955 - Siraz: Shirazeh Houshiary, artista i escultora d'instal·lacions iraniana.[13]
- 1976 - Madrid: Mamen Mendizábal, periodista i presentadora espanyola de televisió.[14]
- 1979 – Austin, Texas, EUA: Drew Brees, jugador estatunidenc de la Lliga Nacional de Futbol Americà.
- 1981 - Miami: Pitbull, raper, cantant, compositor i productor estatunidenc.
- 1986 - Stavropol, Rússia: María Abakúmova, atleta russa de l'especialitat de llançament de javelina.[15]

## Necrològiques
Països Catalans
- 1729, Palma: Mateu Reus, Rotget, és executat.
- 1770, Barcelona: Isabel Jolís Oliver, impressora i gravadora catalana (n. 1682).[16]
- 1920, Vilanova i la Geltrú: Francesc Ferrer Ferret, escriptor i periodista vilanoví (n. 1847).
- 1924, Barcelona: Carme Parreño i Gibert, actriu catalana, la primera a interpretar Marta, de Terra baixa (n. 1856).[17]
- 1963, Palma: Antoni Torrandell i Jaume, compositor mallorquí.
- 2005, Barcelona: Victòria dels Àngels, cantant d'òpera i soprano lírica catalana (n. 1923).[18]

Resta del món
- 1209, Sant Geli, Comtat de Tolosa: Pere de Castellnou, legat papal. La seva mort desencadenarà l'inici de la Croada albigesa[19]
- 1728, Segòvia, Castella i Lleó: Joan Baptista Basset i Ramos, militar austriacista que va encapçalar la revolta valenciana contra Felip V al capdavant dels maulets.
- 1835, castell de Chimay, Bèlgica: Teresa Cabarrús, aristòcrata espanyola (n. 1773).[20]
- 1907, París: Clémence de Grandval, cantant, pianista i una de les compositores més famoses del segle xix (m. 1828).[21]
- 1911, Lisboa, Portugal: Carolina Coronado: escriptora romàntica espanyola.[22]
- 1914, Madrid, Espanya: Camilo García de Polavieja y del Castillo-Negrete, militar i polític espanyol.
- 1919: 
  - Berlín, Alemanya: Rosa Luxemburg, militant i teòrica marxista, socialista, comunista i revolucionària alemanya, nascuda en el si d'una família jueva.[23]
  - Leipzig, Alemanya: Karl Liebknecht, socialista alemany.
- 1956, Madrid: Bartolomé Pérez Casas, director d'orquestra i compositor espanyol (n. 1873).
- 1970, Jerusalem, Israel: Lea Goldberg, escriptora en hebreu (n. 1911)
- 1978, París: Thérèse Bonney, fotoperiodista, fotògrafa de guerra i publicista nord-americana (n. 1894).[24]
- 1988, Dublín, Irlanda: Seán MacBride, periodista, advocat i polític irlandès, Premi Nobel de la Pau de l'any 1974 (n. 1904).
- 1994, Los Angeles, Califòrnia, EUA: Harry Nilsson, músic estatunidenc.
- 2001, Debrecen: Margit Nagy-Sándor, gimnasta artística hongaresa, medallista olímpica als Jocs de Berlín i de Londres (n. 1921).[25]
- 2003, Buenos Aires: Jeanette Campbell, nedadora argentina (n. 2016).
- 2007, Iraq: l'antic cap de la intel·ligència d'Iraq i germanastre de Saddam Hussein, Barzan Ibrahim, i el cap de la Cort Revolucionària, Awad Hamed executats a la forca.[26]
- 2008, Darp: Carel Kneulman, escultor, il·lustrador i artista gràfic neerlandès.
- 2009, Moscou, Rússia: Veroníka Dudàrova, la primera directora d'orquestra soviètica i russa (n. 1916).[27]
- 2010, Nova York, EUA: Marshall Warren Nirenberg, bioquímic i genetista estatunidenc, Premi Nobel de Medicina o Fisiologia de l'any 1968 (n. 1927).
- 2012:
  - Madrid, Espanya: Manuel Fraga Iribarne, polític i diplomàtic espanyol d'extensa carrera, tant durant la dictadura franquista, com durant la transició i l'època democràtica posterior (n. 1922).
  - Vadodara, Índia: Homai Vyarawalla –Dalda 13–, primera dona fotoperiodista de l'Índia (n.1913).[28]
- 2018, Londres, Anglaterra: Dolores O'Riordan, cantant i guitarrista irlandesa, líder de The Cranberries (n. 1971).
- 2025: David Lynch, director de cinema estatunidenc (n. 1946).[29]

## Festes i commemoracions
- Festa Local de Prullans a la comarca de la Cerdanya
- Onomàstica: sants Pau l'Ermità, Isidor d'Alexandria, Remigi de Reims, Maur abat, Sant Mauri, Amaro el Pelegrí, Macari el Gran, Habacuc i Miquees profetes, Joan Calibita, Tarsícia de Rodès, vídua; Emebert de Cambrai, bisbe; Jaume de Città della Pieve, terciari servita i màrtir; Bonet de Clarmont, bisbe; Nikolaus Gross, Efisi de Sardenya; beat Pere de Castellnou

Als Estats Units d'Amèrica se celebra el Dia de Martin Luther King Jr. el tercer dilluns de gener, festa que pot caure entre el dia 15, aniversari del seu naixement el 1929, i el dia 21.